# Willem van Es
Willem van Es (Padang, 20 maart 1886 - Wassenaar 26 februari 1943) was een Nederlands advocaat, voorvechter van het Nederlands en van het Vlaams bewustzijn in Frans-Vlaanderen.

## Levensloop
Van Es was de zoon van een hoger ambtenaar in Nederlands-Indië. Hij studeerde rechten in Nederland en vestigde zich als advocaat in Gouda. In 1921-1923 verbleef hij in China en toen hij terugkeerde ging hij in Wassenaar wonen.
Vanaf 1910 interesseerde hij zich voor Frans-Vlaanderen, wat er hem onder meer toe bracht de Vlaamsche Wetenschappelijke Congressen bij te wonen. In 1911 bezocht hij Frans-Vlaanderen en sloot er vriendschap met priester Jules Lemire, over wie hij in de volgende jaren vaak zou berichten in Nederland.
Na de Eerste Wereldoorlog ondersteunde hij de Vlaamse activisten die naar Nederland waren gevlucht. Na zijn terugkeer uit China begon hij zich met verdubbelde aandacht aan Frans-Vlaanderen te wijden. Hij werkte mee aan het tijdschrift Le Lion de Flandre, met artikels gewijd aan plaatselijke toponymie. Hij steunde in 1937 de stichting van de Zannekinvereniging. 
Ondertussen onderhield hij ook contacten in Vlaanderen, zoals met August Borms en Cyriel Rousseau. Hierdoor werd hij betrokken bij Groot-Nederlandse activiteiten. Hij werd redactielid van Dietsche Stemmen en van De Toorts, verspreiders van de Dietsche Gedachte. Van 1929 tot 1936 was hij mede-eigenaar van het VNV-dagblad De Schelde. Na het uitbreken van de Tweede Wereldoorlog maakte hij een einde aan zijn vriendschap met Borms en anderen die in de collaboratie waren gestapt.
Tevens was hij decennialang actief binnen het Algemeen Nederlands Verbond en publiceerde hij in het verbondsblad Neerlandia.
Volgens zijn wilsbeschikking, werd na zijn dood zijn as uitgestrooid op de Kasselberg, die hij de heilige heuvel van Vlaanderen noemde.

## Publicaties
- Fransch-Vlaanderen, in: Neerlandia, 1911.
- Toestand en toekomst van het Vlaamsch in Frankrijk, in: Neerlandia, 1913.
- De Fransche Nederlanden, 1918.
- De Groot-Nederlandsche Gedachte, 1918.
- Nederland-België, 1926.
- In memoriam au grand Flamand de France, in: Neerlandia, 1939.
- De ondergang van het Dietsch in Frankrijk na de Saksisch-Frankisch-Friesche nederzetting, 1940.
- Het geval Borms en zijn betekenis voor Nederland, z.j.